# Kvíarfjall
Kvíarfjall är ett berg i republiken Island. Det ligger i regionen Västfjordarna, 240 km norr om huvudstaden Reykjavík. Toppen på Kvíarfjall är 480 meter över havet.
Det finns inga samhällen i närheten.